# Ерта-Але
Ерта-Але —  вулкан, розташований у віддаленому районі Афар на північному сході Ефіопії. В перекладі означає «гора, що тліє». Має кратер типу кальдера. Вважається, що саме цей вулкан викидає лаву довше за інші — постійна активність продовжується з 1967 року.

## Географія
Ерта-Але є найактивнішим з вулканів Ефіопії. Це один із шести вулканів, які мають лавове озеро. Також Ерта-Але має унікальну особливість: — це єдиний у світі вулкан, що налічує два лавових озера.
Вулкан знаходиться нижче рівня моря у пустелі Данакіль. Вулкан Ерта-Але є складовою частиною так званого «афарського трійника» — зони сильної вулканічної активності. Ерта-Але — базальтовий щитовий вулкан, розташований у кальдері розміром 1,6 × 0,7 км.

## Галерея

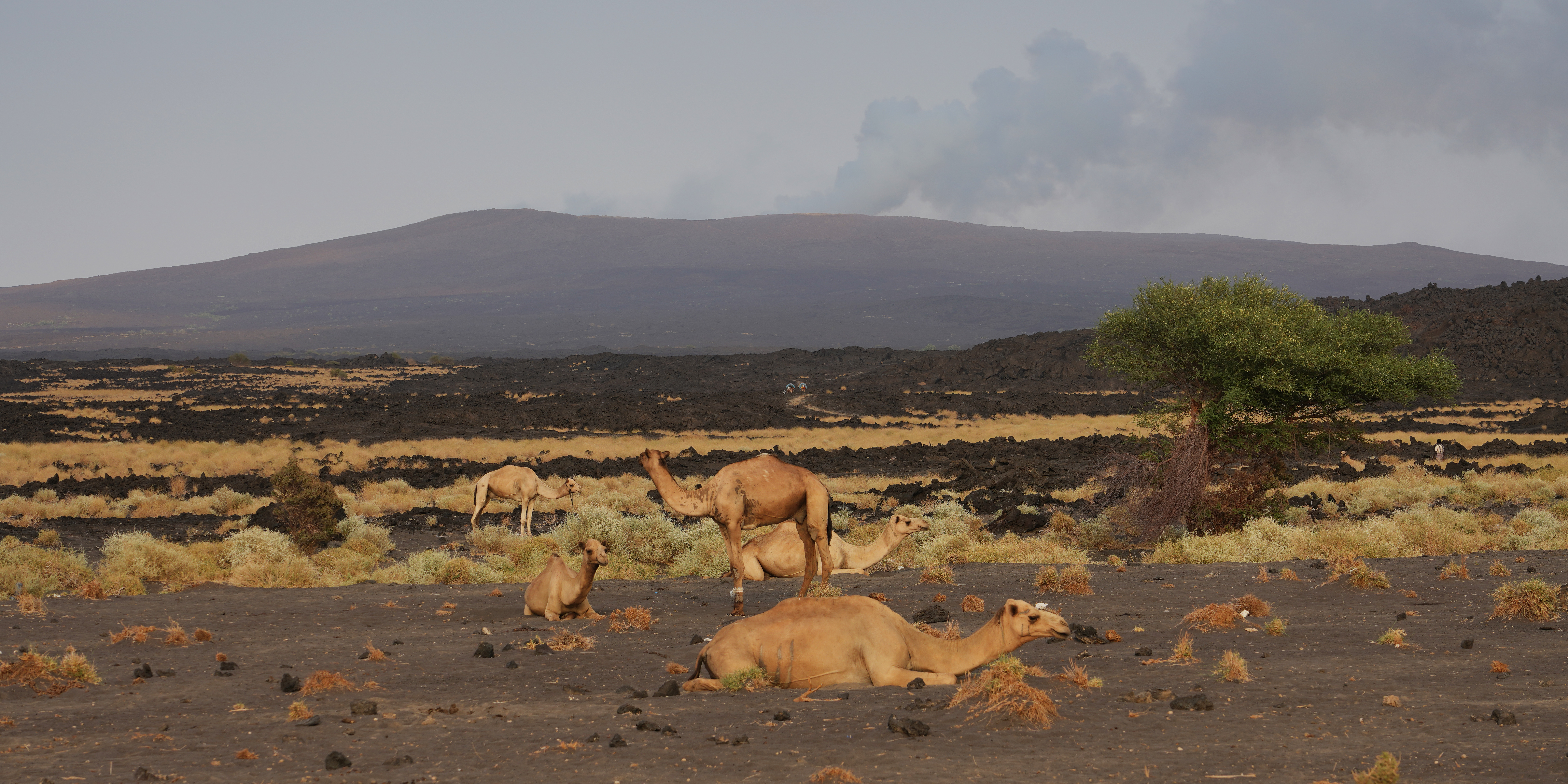
Панорама вулкану Ерта-Але, регіон Афар, Ефіопія
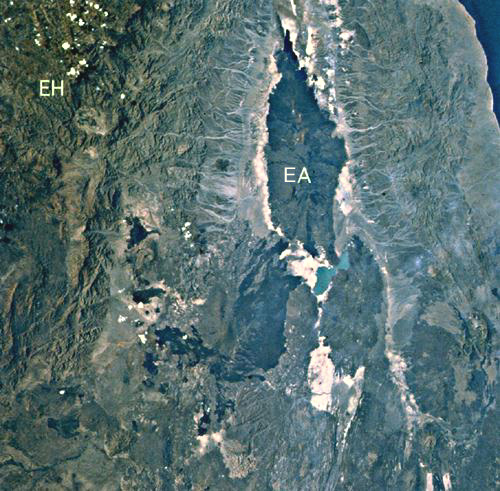
Вулкан Ерта-Але та Ефіопське нагір'я, вигляд з космосу
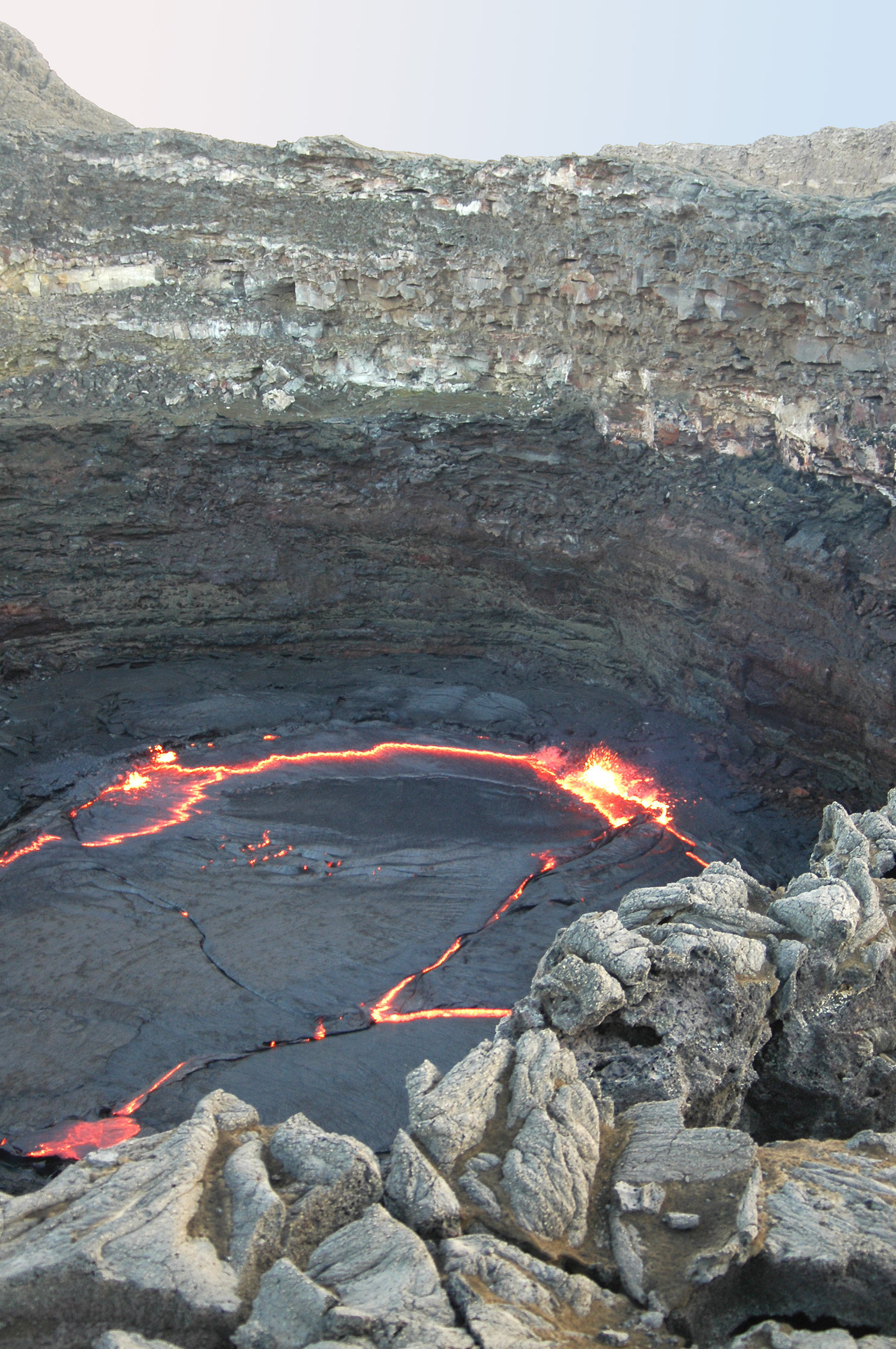
Лавове озеро у кальдері Ерта-Але
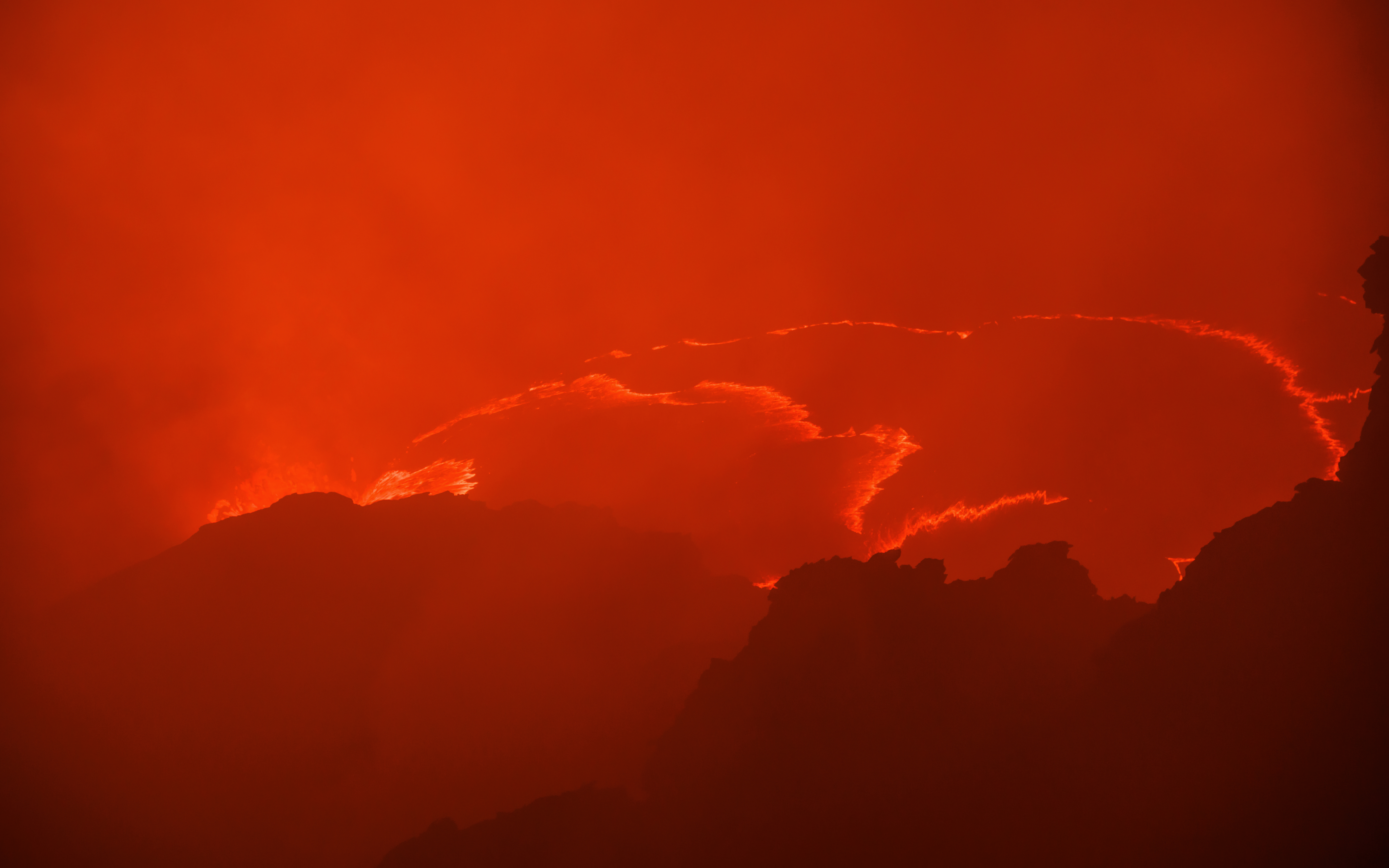
Активність лавового озера Ерта-Але у січні 2018
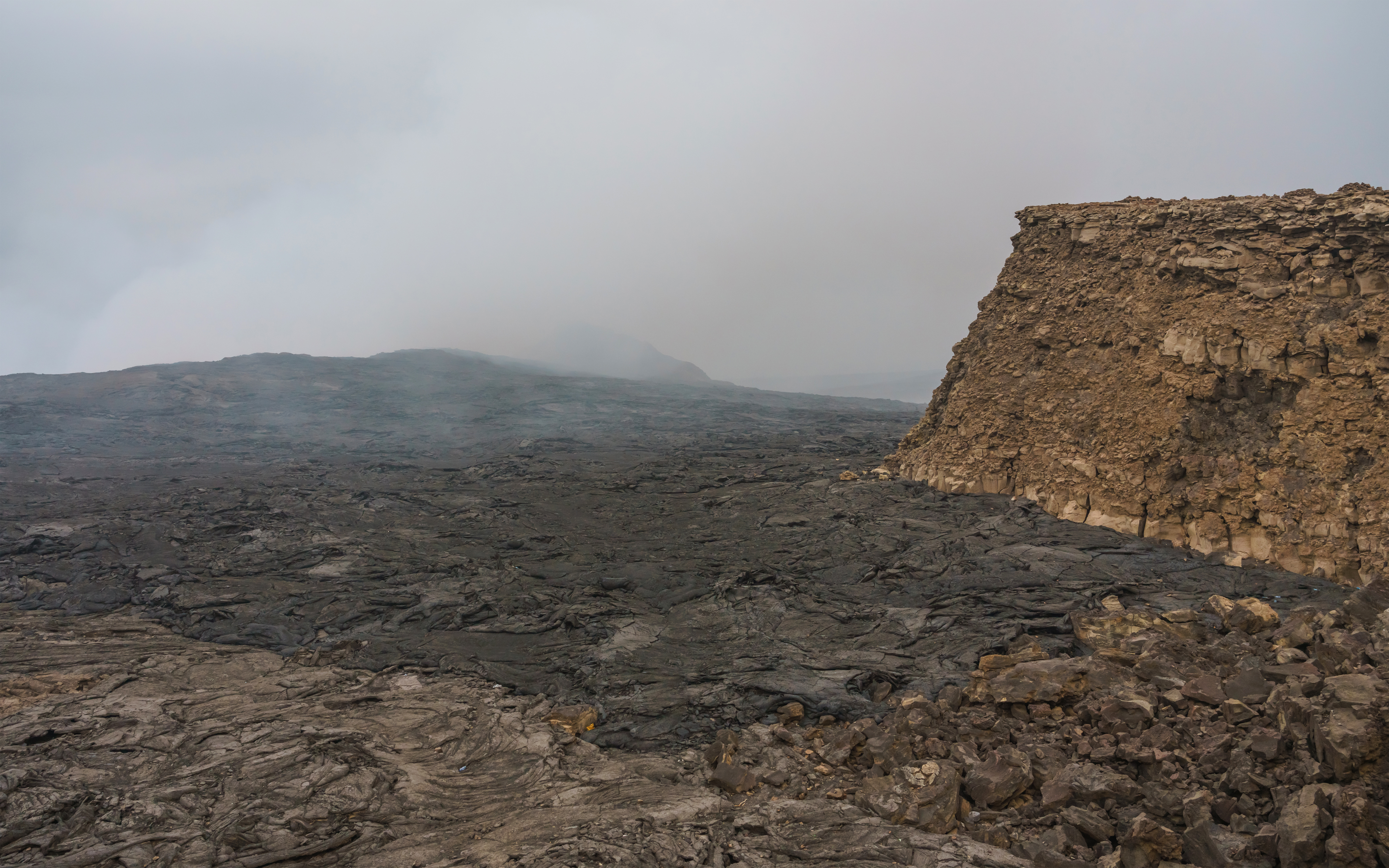
Затверділе лавове поле Ерта Але, Ефіопія